# Dina Manfredini
Dina Manfredini (Pievepelago, 4 april 1897 – Johnston, 17 december 2012) was gedurende 13 dagen de oudste erkende levende mens ter wereld. Ze verkreeg deze vermelding na het overlijden van de 116-jarige Amerikaanse Besse Cooper op 4 december 2012. Manfredini was samen met de Japanner Jiroemon Kimura en diens landgenote Koto Okubo een van drie nog levende personen die zijn geboren in 1897. Zij overleed op de leeftijd van 115 jaar en 257 dagen.

## Biografie
Manfredini werd geboren als Dina Guerri in het Italiaanse plaatsje Pievepelago. In 1920 emigreerde ze met haar echtgenoot Riccardo Manfredini naar Amerika. Ze vertrokken vanuit de Franse stad Cherbourg en kwamen op 20 december aan op Ellis Island. Het stel verhuisde naar Des Moines in de Amerikaanse staat Iowa, waar haar man als mijnwerker aan de slag ging. Na een ongeval op zijn werk, zorgde Dina voor inkomsten door te werken in een voedselwarenfabriek. In de Tweede Wereldoorlog werkte ze tevens in een munitiefabriek. Haar echtgenoot overleed in 1965. Het stel kreeg vier kinderen.
Tot haar 90e werkte ze nog als schoonmaakster. Toen ze 110 jaar oud was verhuisde zij  naar een verzorgingstehuis. In 2011 waren nog drie van haar vier kinderen in leven en had ze zeven kleinkinderen, evenveel achterkleinkinderen en twaalf achter-achterkleinkinderen.